# Anneke Grönloh
Louise Johanna "Anneke" Grönloh (født 7. juni 1942, død 14. september 2018) var en nederlandsk sanger. Hun havde en succesfuld karriere, der startede i 1959 og fortsatte helt igennem 1960'erne, og havde et hit med "Brandend Zand", en af de bedst sælgende nederlandske sange nogensinde.

## Barndom
Grönloh blev født i Tondano, Nederlandsk Ostindien (nu Indonesien), og tilbragte sine første år i en japansk koncentrationslejr. Efter krigen flyttede familien til Nederlandene, og Grönloh voksede op i Eindhoven.

## Karriere
På den 31. august 1964 giftede hun sig med Wim-Jaap van der Laan, en DJ på den nederlandske radiostation, Radio Veronica. Gennem 1960'erne havde hun mange store hits, specielt "Brandend Zand" (dansk: "Brændende sand"). På højden af sin karriere, i 1964, deltog Grönloh i Eurovision Song Contest med sangen "Jij bent mijn leven" (dansk "Du er mit liv") som endte på en delt tiendeplads med det belgiske bidrag, og i slutningen af 1960'erne havde hun begyndt en international karriere.

## Enden på karrieren
Hendes sidste show fandt sted den 26. august 2017.

## Død
Anneke Grönloh døde den 14. september 2018 i en alder af 76. Rapporter indikerer at hun vil blive begravet i Frankrig.

## Diskografi
- "Asmara" (1960, på indonesisk)
- "Flamenco Rock"
- "Brandend Zand" (1961) – guld
- "Paradiso" (1962) – platin
- "Soerabaja" (1963)
- "Cimeroni" (1963)
- "Oh Malaysia" (1963)